# دانشکده پزشکی شاهد
دانشکده پزشکی دانشگاه شاهد یکی از دانشکده‌های پزشکی ایران وابسته به دانشگاه شاهد در تهران است. این دانشکده در سال ۱۳۷۱ بنیانگذاری شد و دارای ۱ بیمارستان آموزشی است.

## تاریخچه
دانشکده پزشکی شاهد در سال ۱۳۷۱ بنیانگذاری شد. هم‌اکنون ریاست این دانشکده را دکتر محمد حسن قوسیان مقدم برعهده دارد.  در سال 1402 گروه طب سنتی از دانشکده پزشکی جدا و به نام دانشکده طب ایرانی به فعالیت خود ادامه داد. ازسال 1384 پذیرش دانشجو درمقطع کارشناسی ارشد رشته های اقتصاد بهداشت و میکروبیولوژی آغازشد، ودر سالهای بعد  پذیرش دانشجو در این مقطع در رشته های فیزیولوژی، ایمونولوژی  و تاریخ پزشکی ادامه یافت.
   درمقطع دکترای تخصصی از سال 1386 پذیرش دانشجو دررشته طب سنتی آغازشد،و درسالهای بعد در   رشته داروسازی سنتی، رشته باکتری شناسی پزشکی و   رشته ایمنی شناسی پزشکی دانشجو پذیرفته شد.
در اواسط تیرماه1396 دانشکده پزشکی به ساختمان جدید در طرح جامع دانشگاه شاهد به مساحت تقریبا هفت هزارمتر مربع  منتقل شد.
تا امروز 169 جلد کتاب،19 اختراع و 4255 مقاله در این دانشکده ثبت شده است. 
ساختمان آموزشی دانشجویان دوره ی علوم پایه در محل طرح جامع (محل اصلی دانشگاه رو به روی حرم امام خمینی) می باشد و محل آموزش دوران فیزیوپاتولوژی و کارآموزی و کارورزی در داخل شهر تهران، خیابان ایتالیا بیمارستان شهید مصطفی خمینی می باشد. جو غالب در این دانشکده ، درس خوانی بوده و پزشکان متبحری از این دانشکده فارغ تحصیل شدند. 
- فهرست دانشگاه‌های علوم پزشکی ایران
- فهرست دانشکده‌های پزشکی ایران